# Enlace en sólidos
Los sólidos pueden ser clasificados de acuerdo a la naturaleza del enlace entre sus componentes atómicos o moleculares. La clasificación tradicional distingue cuatro tipos de enlace:
- Enlace covalente, que forma sólidos de red covalente (algunas veces simplemente denominados "sólidos covalentes").
- Enlace iónico, que forma sólidos iónicos.
- Enlace metálico, que forma sólidos metálicos.
- Enlace intermolecular débil, que forma sólidos moleculares.

Los miembros típicos de estas clases tienen distribuciones electrónicas distintivas, así como propiedades termodinámicas, electrónicas y mecánicas también distintivas. En particular, las energías de enlace de estas interacciones varían ampliamente. Sin embargo, el enlace en sólidos puede ser de tipos mezclados o intermedios, de ahí que no todos los sólidos tienen las propiedades típicas de una clase en particular, y algunos pueden ser descritos como formas intermedias.

## Clases básicas de sólidos

### Sólidos de red covalente
Un sólido de red covalente consiste en un conjunto de átomos mantenidos juntos por una red de enlaces covalentes (pares de electrones compartidos entre átomos de similar electronegatividad), y de ahí que puedan ser considerados como una sola gran molécula. El ejemplo clásico es el diamante; otros ejemplos incluyen el silicio, el cuarzo y el grafito.
Típicamente, los sólidos de red covalente tienen una gran fuerza, un gran módulo elástico, y un elevado punto de fusión. Su fuerza, rigidez, y alto punto de fusión son consecuencia de la fuerza y rigidez del enlace covalente que los mantiene unidos. También son característicamente quebradizos, debido a que la naturaleza direccional de los enlaces covalentes resiste fuertemente los movimientos asociados con el flujo plástico, y son, en efecto, rotos cuando ocurre dicho tipo de movimientos. Esta propiedad resulta en la fragilidad, por razones estudiadas en el campo de la mecánica de fractura. Los sólidos de red covalente varían en su comportamiento desde aislantes hasta semiconductores, dependiendo del tamaño de la banda prohibida del material.

### Sólidos iónicos
Un sólido iónico estándar consiste en un conjunto de aniones y cationes que se mantienen juntos por enlaces iónicos, esto es, por la atracción electrostática de cargas opuestas (el resultado de la transferencia de electrones del átomo de menor electronegatividad al de mayor electronegatividad). Entre los sólidos iónicos están los compuestos formados por metales alcalinos y metales alcalinotérreos, en combinación con halógenos; un ejemplo clásico es la sal de mesa, cloruro de sodio.
Típicamente, los sólidos iónicos son de una fuerza intermedia, y son extremadamente quebradizos. Los puntos de fusión son moderadamente altos, pero algunas combinaciones de cationes y aniones moleculares producen un líquido iónico con un punto de fusión inferior a la temperatura ambiental. En todos los casos, las presiones de vapor son extraordinariamente bajas; esto es consecuencia de la gran energía requerida para mover una carga (o par de cargas) de un medio iónico hacia el espacio libre. Los sólidos iónicos tienen bandas prohibidas muy grandes, de ahí que sean aislantes.

### Sólidos metálicos
Los sólidos metálicos se mantienen unidos por una alta densidad de electrones deslocalizados, compartidos, lo que resulta en un "enlace metálico". Los ejemplos clásicos son los metales tales como el cobre y el aluminio, pero algunos materiales son metales en un sentido electrónico, pero tienen un enlace metálico despreciable en un sentido mecánico o termodinámico.
Los sólidos con enlace metálico puro son dúctiles y, en su forma pura, tienen una resistencia baja; sus puntos de fusión son variables (dependiendo del metal, el mercurio se funde a -39 °C). Estas propiedades son consecuencia de la naturaleza no direccional y no polar del enlace metálico, en el que los planos de átomos pueden deslizarse uno sobre otro, sin perturbar las interacciones con el mar circundante de electrones deslocalizados. La mayor fuerza puede ser debida a la interferencia con las dislocaciones que median en las transformaciones plásticas. Más aún, algunos metales de transición exhiben enlace direccional, además de enlace metálico; esto incrementa los esfuerzos cortantes y reduce la ductilidad. Los sólidos metálicos no tienen, por definición, banda prohibida en el nivel de Fermi, de ahí que sean conductores.

### Sólidos moleculares
Un sólido molecular clásico consiste de pequeñas moléculas covalentes no polares, y es mantenido junto por fuerzas de dispersión de London; un ejemplo clásico es la cera de parafina. Estas fuerzas son débiles, y resultan en unas energías de enlace entre pares en el orden de 1/100 de los enlaces covalentes, iónicos, y metálicos. Las energías de enlace tienden a incrementarse con el incremento del tamaño molecular y la polaridad (ver formas intermedias).